# Lirim Zendeli
Lirim Zendeli, né le 18 octobre 1999 à Bochum, est un pilote automobile allemand. Il est champion d'Allemagne de Formule 4 en 2018. Il est membre du Sauber Junior Team depuis 2019, et évolue en championnat de Formule 3 FIA depuis cette même année.

## Biographie

### Débuts en Formule 4 allemande (2016-2018)
Pilote allemand aux origines albanaises de Macédoine du Nord, Lirim Zendeli commence le karting en 2010, avant de passer en monoplace en 2016 dans le championnat d'Allemagne de Formule 4. Après une saison d'apprentissage où il termine treizième avec un podium, Lirim Zendeli reste avec son équipe ADAC Berlin-Brandenburg e.V. dans le même championnat, avec notamment Sophia Flörsch. Il remporte trois victoires, dont sa première à Oschersleben, pour terminer quatrième du championnat. 
En 2018, pour sa troisième saison dans le championnat, il rejoint US Racing, rejoignant notamment David Schumacher. Avec l'une des meilleures écuries et avec son expérience, Lirim Zendeli remporte très largement le championnat, trois courses avant la fin de la saison, sur le Nürburgring : il s'impose notamment devant Liam Lawson, Frederik Vesti et Enzo Fittipaldi,. Il remporte dix des vingt courses du championnat.

### Arrivée en Formule 3 FIA (2019-2020)
En 2019, Lirim Zendeli rejoint la Formule 3 FIA avec l'équipe Charouz Racing System, et rejoint par la même occasion le Sauber Junior Team, programme de jeunes pilotes de l'écurie de Formule 1 Sauber,. Les résultats se révèlent compliqués pour Lirim Zendeli, n'accrochant que six points durant la saison, et quittant son équipe après un désaccord sur le contrat, pendant la dernière manche : il annonce publiquement sur les réseaux sociaux son départ, manquant la première course, avant de finalement revenir en arrière et participer à la deuxième course du weekend,. En fin d'année, Lirim Zendeli effectue une pige en championnat d'Europe de Formule 3 régionale avec US Racing (son ancienne équipe, partenaire de Sauber et de Charouz), et monte sur deux podiums en trois courses.
Durant l'intersaison hivernale 2020, Lirim Zendeli participe aux Toyota Racing Series (championnat de Formule 3 régionale de Nouvelle-Zélande) où il est l'un des favoris annoncés, au vu de son expérience internationale, au même titre que Liam Lawson ou Yuki Tsunoda, eux aussi pilotes de F3 FIA l'année précédente. Plutôt discret, il termine huitième sans aucune victoire, mais signe durant cette période avec Trident Racing pour la saison 2020 de Formule 3 FIA. Il monte sur son premier podium lors de la deuxième course du Red Bull Ring. Lors de la manche de Silverstone, il mène une grande partie de la course avant de se faire doubler dans le dernier tour par Bent Viscaal; l'écart étant de 0,189 secondes. A Spa-Francorchamps, il décroche sa première pole-position et remporte une course qu'il mène de bout-en-bout. Il en décroche une seconde lors de la dernière manche disputée au Mugello mais il perd quatre places au départ de la première course. Lors de la deuxième course, il s'accroche avec Logan Sargeant et abandonne. Il termine la saison à la septième place avec 104 points.

## Carrière

### Résultats en monoplace
| Saison | Championnat                          | Écurie                        | Courses | Victoires | Pole positions | Meilleurs tours | Podiums | Points | Classement |
| ------ | ------------------------------------ | ----------------------------- | ------- | --------- | -------------- | --------------- | ------- | ------ | ---------- |
| 2016   | Championnat d'Allemagne de Formule 4 | ADAC Berlin-Brandenburg e.V.  | 24      | 0         | 0              | 2               | 1       | 84     | 13e        |
| 2017   | Championnat d'Allemagne de Formule 4 | ADAC Berlin-Brandenburg e.V.  | 21      | 3         | 3              | 1               | 5       | 164    | 4e         |
| 2017   | Championnat d'Italie de Formule 4    | BWT Mücke Motorsport          | 18      | 0         | 0              | 1               | 2       | 114    | -          |
| 2018   | Championnat d'Allemagne de Formule 4 | US Racing-CHRS                | 21      | 10        | 7              | 8               | 13      | 348    | Champion   |
| 2019   | Formule 3                            | Sauber Junior Team by Charouz | 16      | 0         | 0              | 0               | 0       | 6      | 18e        |
| 2019   | Formule Régionale Europe             | US Racing-CHRS                | 3       | 0         | 0              | 0               | 2       | 42     | 14e        |
| 2020   | Toyota Racing Series                 | Giles Motorsport              | 15      | 0         | 0              | 0               | 4       | 200    | 8e         |
| 2020   | Formule 3                            | Trident Racing                | 18      | 1         | 2              | 1               | 3       | 104    | 8e         |
| 2021   | Formule 2                            | MP Motorsport                 | 17      | 0         | 0              | 1               | 0       | 13     | 17e        |
| 2022   | Formule 3                            | Charouz Racing System         | 2       | 0         | 0              | 0               | 0       | 0      | 31e        |
| 2022   | Formule 2                            | Campos Racing                 | 2       | 0         | 0              | 0               | 0       | 0      | 29e        |
| 2023   | USF Pro 2000 Championship            | Exclusive Autosport           | 17      | 1         | 0              | 1               | 4       | 258    | 6e         |